# Klein-Pöchlarn
Klein-Pöchlarn är en ort och kommun  i Österrike. Den ligger i distriktet Melk i förbundslandet Niederösterreich, 90 km väster om huvudstaden Wien. Den ligger på norra sidan Donau, mittemot staden Pöchlarn på södra sidan.